# Carl Gustaf Dücker
Carl Gustaf Dücker, född 1663 i Livland, död natten mellan den 2 och 3 juli 1732 i Stockholm, var en svensk greve, militär och riksråd.

## Biografi
Dücker, som var son till den baltiske majoren Carl Fredrik Dücker och Anna Elisabeth Sass, började sin krigarbana i fransk tjänst vid 25 års ålder. Han deltog i tre fälttåg under 1690-talet. När Stora nordiska kriget började år 1700 befann sig Dücker i Riga och deltog i stadens försvar mot August den starkes sachsiska här. 14 november samma år utnämndes han av kung Karl XII till generaladjutant och blev överste och regementschef 1703 för Dückers dragonregemente. 
Han deltog i kungens fälttåg i Stora nordiska kriget fram till slaget vid Poltava 1709, där han tillfångatogs. Efter att året därpå ha utväxlats befordrades han till generalmajor 1710 och deltog i slaget vid Helsingborg.
12 juli 1711 upphöjdes Dücker till friherre, dock utan introduktion. 1712 var han i tjänst under Magnus Stenbock på kampanj i Nordtyskland och sårades under slaget vid Gadebusch den 20 december. Han blev tvungen att söka läkarhjälp i Lübeck och lämnade Stenbocks armé. 
1713 utnämndes han till general av kavalleriet. Dücker var ståthållare i Stralsund när Karl XII natten till den 10 november 1714 överraskande ankom dit efter den långa ritten från Turkiet. Han kunde då verkligen känna igen kungen eftersom han varit i kungens tjänst i många år. Dücker var också med vid belägringen av Fredrikshald 1718 och enligt hovpredikant Jöran Nordberg bad Dücker enträget kungen att inte ge sig upp i löpgravarna, vilket kungen avslog med känt resultat. Dücker var även med och försvarade Stockholm i Slaget vid Stäket 1719.
Efter kungens död var Dücker den mest ansedde generalen i Sverige och han bereddes plats i rådet 1719. Han blev också greve och fältmarskalk 1719, och ledde Krigskollegium. Enligt ett citat i Elgenstierna (1927:373) meddelas att "Han var en oförskräckt och lycklig krigshjälte; under tjänsten i Frankrike bevistade han åtta fälttåg, sju belägringar och två stora fältslag samt var med i Carl XII:s alla krig". 
Han var först gift med den polska furstinnan Theodora Zkolieska Oginska (1692–1719), som han tvingade till giftermål sedan han tillfångatagit henne och hennes syster under kriget i Polen, och andra gången med Hedvig Vilhelmina Oxenstierna (1682–1758) Carl Gustaf Dücker är begravd i Wasaborgska graven i Riddarholmskyrkan.

### Bilder

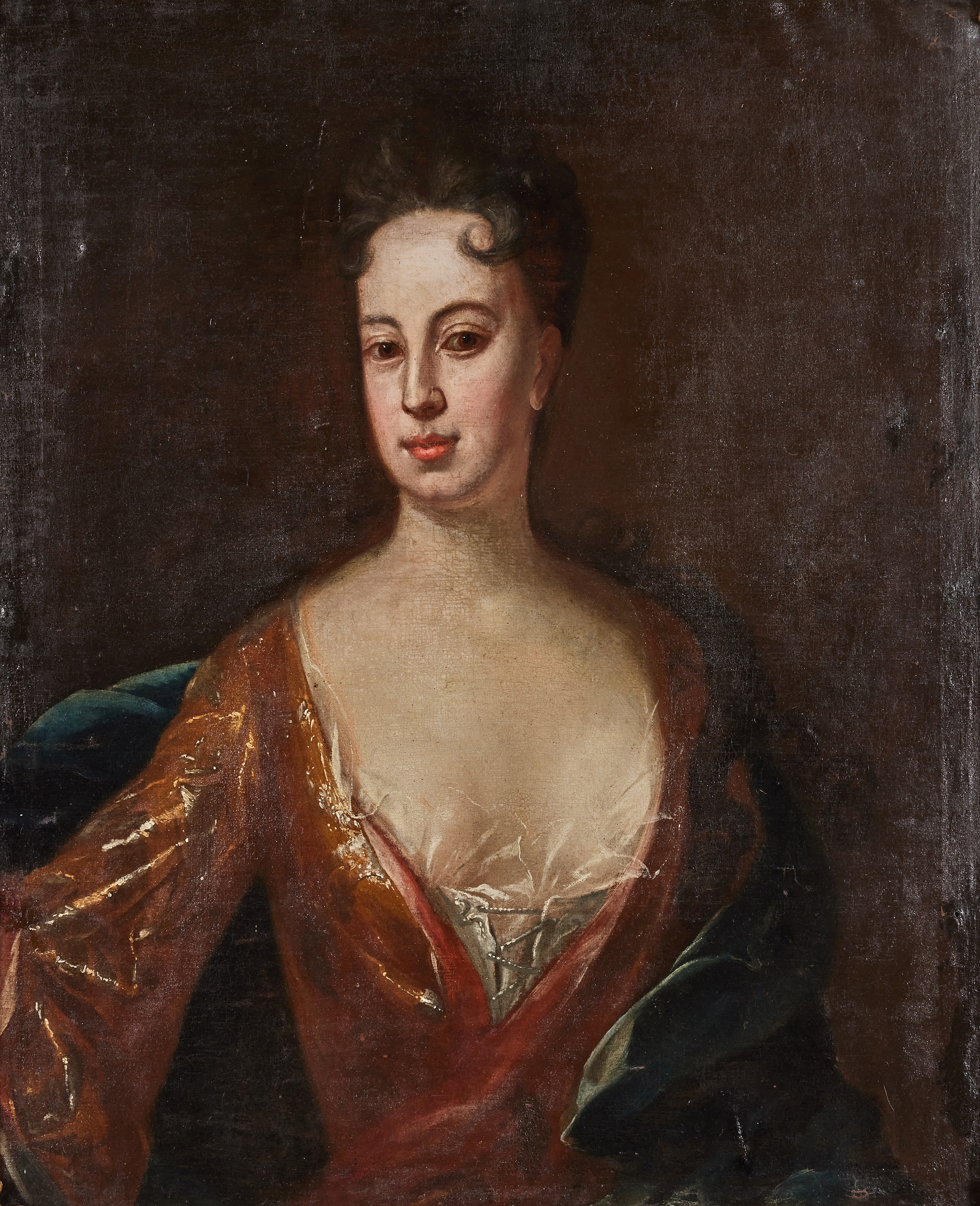
Dückers hustru i hans andra äktenskap, Hedvig Vilhelmina Oxenstierna. Porträtt av David von Krafft.